# Brussels Cycling Classic 2022
La 102.ª edición de la clásica ciclista Brussels Cycling Classic fue una carrera en Bélgica que se celebró el 5 de junio de 2022 sobre un recorrido de 203,9 km con inicio y final en la ciudad de Bruselas.
La carrera formó parte del UCI ProSeries 2022, calendario ciclístico mundial de segunda división, dentro de la categoría UCI 1.Pro y fue ganada por el neerlandés Taco van der Hoorn del Intermarché-Wanty-Gobert Matériaux. Completaron el podio, como segundo y tercer clasificado respectivamente, el belga Thimo Willems del Minerva Cycling y el austriaco Tobias Bayer  del Alpecin-Fenix.

## Equipos participantes
Tomaron parte en la carrera 19 equipos, de los cuales 11 fueron equipos de categoría UCI WorldTeam, 6  de categoría UCI ProTeam y 2 de categoría Continental, quienes formaron un pelotón de 136 ciclistas de los que terminaron 88. Los equipos participantes fueron:
| WorldTeams (11)- Quick-Step Alpha Vinyl - Intermarché-Wanty-Gobert Matériaux - Lotto-Soudal - AG2R Citroën Team - Bora-Hansgrohe - Cofidis - Groupama-FDJ - Ineos Grenadiers - Israel-Premier Tech - BikeExchange-Jayco - UAE Team Emirates ProTeams (6)- Alpecin-Fenix - B&B Hotels-KTM - Bingoal Pauwels Sauces WB - Sport Vlaanderen-Baloise - Arkéa-Samsic - Uno-X Pro Cycling Team Equipos continentales (2)- Minerva Cycling Team - Tarteletto-Isorex |
| |

## Clasificación final
La clasificación finalizó de la siguiente forma:
| \| Clasificación general \| Clasificación general \| Clasificación general \| Clasificación general \| Clasificación general \| \| Ciclista \| Ciclista \| Equipo \| Tiempo \| \| \| --------------------- \| --------------------- \| ---------------------------------- \| --------------------- \| --------------------- \| \| 1.º \| Taco van der Hoorn \| Intermarché-Wanty-Gobert Matériaux \| 4 h 45 min 03 s \| \| \| 2.º \| Thimo Willems \| Minerva Cycling Team \| + 0 s \| \| \| 3.º \| Tobias Bayer \| Alpecin-Fenix \| + 0 s \| \| \| 4.º \| Rune Herregodts \| Sport Vlaanderen-Baloise \| + 7 s \| \| \| 5.º \| Gilles De Wilde \| Sport Vlaanderen-Baloise \| + 7 s \| \| \| 6.º \| Arjen Livyns \| Bingoal Pauwels Sauces WB \| + 7 s \| \| \| 7.º \| Bram Welten \| Groupama-FDJ \| + 7 s \| \| \| 8.º \| Gianni Marchand \| Tarteletto-Isorex \| + 10 s \| \| \| 9.º \| Alexander Kristoff \| Intermarché-Wanty-Gobert Matériaux \| + 23 s \| \| \| 10.º \| Laurenz Rex \| Bingoal Pauwels Sauces WB \| + 23 s \| \| |                    |                                    |                 |
| |                    |                                    |                 |
| Fuente: ProCyclingStats |                    |                                    |                 |
| Clasificación general |                    |                                    |                 |
| Ciclista | Ciclista           | Equipo                             | Tiempo          |
| 1.º | Taco van der Hoorn | Intermarché-Wanty-Gobert Matériaux | 4 h 45 min 03 s |
| 2.º | Thimo Willems      | Minerva Cycling Team               | + 0 s           |
| 3.º | Tobias Bayer       | Alpecin-Fenix                      | + 0 s           |
| 4.º | Rune Herregodts    | Sport Vlaanderen-Baloise           | + 7 s           |
| 5.º | Gilles De Wilde    | Sport Vlaanderen-Baloise           | + 7 s           |
| 6.º | Arjen Livyns       | Bingoal Pauwels Sauces WB          | + 7 s           |
| 7.º | Bram Welten        | Groupama-FDJ                       | + 7 s           |
| 8.º | Gianni Marchand    | Tarteletto-Isorex                  | + 10 s          |
| 9.º | Alexander Kristoff | Intermarché-Wanty-Gobert Matériaux | + 23 s          |
| 10.º | Laurenz Rex        | Bingoal Pauwels Sauces WB          | + 23 s          |

## UCI World Ranking
La Brussels Cycling Classic otorgó puntos para el UCI World Ranking para corredores de los equipos en las categorías UCI WorldTeam, UCI ProTeam y Continental. Las siguientes tablas muestran el baremo de puntuación y los 10 corredores que obtuvieron más puntos:
| Posición              | 1.º | 2.º | 3.º | 4.º | 5.º | 6.º | 7.º | 8.º | 9.º | 10.º | 11.º | 12.º | 13.º | 14.º | 15.º | 16.º-30.º | 31.º-40.º |
| Clasificación general | 200 | 150 | 125 | 100 | 85  | 70  | 60  | 50  | 40  | 35   | 30   | 25   | 20   | 15   | 10   | 5         | 3         |

| Clasificación |                    |                                    |         |
| Posición      | Ciclista           | Equipo                             | General |
| ------------- | ------------------ | ---------------------------------- | ------- |
| 1.º           | Taco van der Hoorn | Intermarché-Wanty-Gobert Matériaux | 200     |
| 2.º           | Thimo Willems      | Minerva Cycling                    | 150     |
| 3.º           | Tobias Bayer       | Alpecin-Fenix                      | 125     |
| 4.º           | Rune Herregodts    | Sport Vlaanderen-Baloise           | 100     |
| 5.º           | Gilles De Wilde    | Sport Vlaanderen-Baloise           | 85      |
| 6.º           | Arjen Livyns       | Bingoal Pauwels Sauces WB          | 70      |
| 7.º           | Bram Welten        | Groupama-FDJ                       | 60      |
| 8.º           | Gianni Marchand    | Tarteletto-Isorex                  | 50      |
| 9.º           | Alexander Kristoff | Intermarché-Wanty-Gobert Matériaux | 40      |
| 10.º          | Laurenz Rex        | Bingoal Pauwels Sauces WB          | 35      |